# Agencia de Naciones Unidas para los Refugiados de Palestina en Oriente Próximo

La Agencia de Naciones Unidas para los Refugiados de Palestina en Oriente Próximo (UNRWA, United Nations Relief and Works Agency for Palestine Refugees in the Near East, por su acrónimo en inglés) es una organización de las Naciones Unidas que proporciona y atiende el desarrollo, la educación, la salud, los servicios sociales y la ayuda de emergencia a más de cinco millones de refugiados palestinos que viven en Jordania, Líbano, Siria, Cisjordania y la Franja de Gaza, siendo la principal organización en acometer dicho compromiso.
Se estableció después de la guerra árabe-israelí de 1948 por la Asamblea General de Naciones Unidas, en virtud de la Resolución 302 (IV), de 8 de diciembre de 1949. Esta resolución se aprobó por unanimidad, con la única abstención de los países del Este. Su objetivo inicial era la creación de campamentos de refugiados en los que alojar a los más de 700 000 palestinos que fueron expulsados o tuvieron que huir ante el avance de las tropas israelíes durante la citada guerra de 1948. Entró en funciones el 1 de mayo de 1950, y la Asamblea General ha renovado sucesivamente su mandato.
La UNRWA es la única agencia de Naciones Unidas dedicada a ayudar refugiados de una región o conflicto específicos. Es independiente de ACNUR, establecida en 1950 como la principal agencia para ayudar a todos los demás refugiados existentes en el mundo.
La UNRWA, que es la organización más importante en Gaza después de Hamás y que actúa en aquellos países que acogen a los seis millones de refugiados palestinos dispersos por Oriente Medio, lleva muchos años siendo objeto de controversias y acusaciones por el gobierno de Israel y medios afines.
El 18 de marzo de 2020, el Secretario General de la ONU, António Guterres, anunció el nombramiento de Philippe Lazzarini como nuevo Comisionado General de la Agencia de Naciones Unidas para los Refugiados de Palestina en Oriente Próximo (UNRWA).
En 2024 fue nominada al Premio Nobel de la Paz. Ese mismo año Israel acusó a la organización de colaborar activamente con Hamás, afirmación desmentida por una investigación internacional independiente realizada por la exministra de Exteriores francesa Catherine Colonna que descartaba vínculos con el terrorismo. El secretario general de la ONU, António Guterres, aseguró que las acusaciones contra la Agencia son «falsas» y que «no tienen fundamento».

## Refugiados

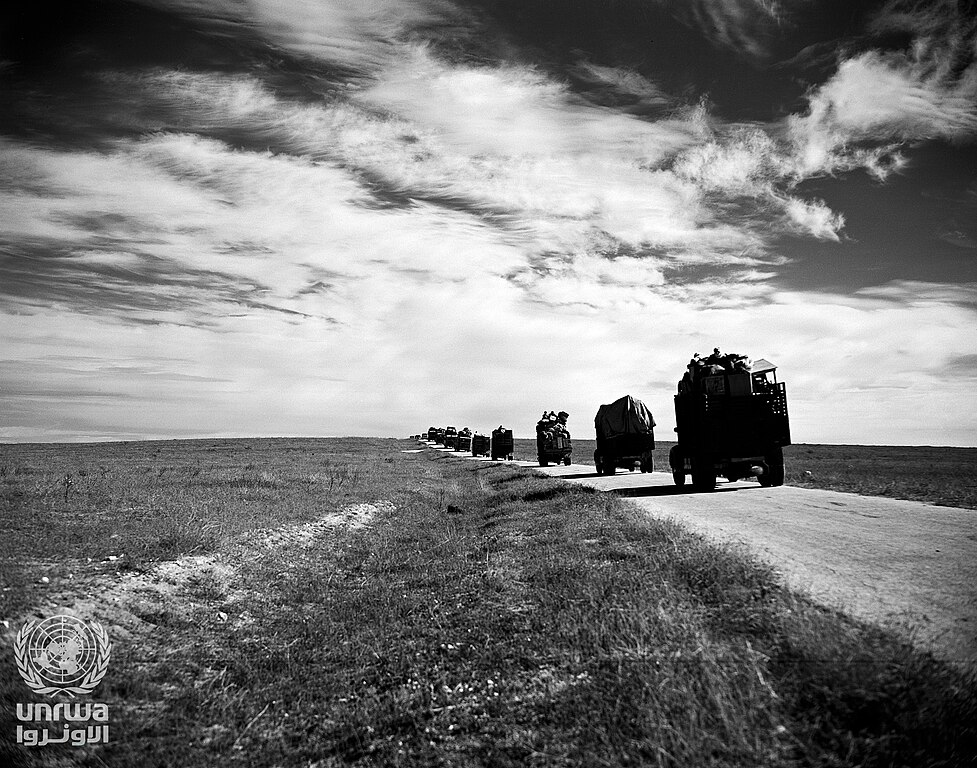
Un convoy de camiones transporta refugiados y sus pertenencias desde Gaza a Hebrón, 1949.

A efectos de su propio mandato, la UNRWA considera refugiados a los que debe atender en todas sus facetas a los «palestinos cuyo lugar de residencia habitual era el Mandato Británico de Palestina entre junio de 1946 y mayo de 1948, y que perdieron sus hogares y sus medios de subsistencia con la guerra árabe-israelí de 1948» y sus descendientes. La guerra de los Seis Días de 1967 generó una nueva oleada de refugiados palestinos (más de 300 000 personas) que no podían incluirse en la definición original de la UNRWA. Desde 1991, la Asamblea General de la ONU adopta cada año una resolución que permite a los refugiados de 1967 ser incluidos en el mandato de la UNRWA. Ese mandato no consiste en un documento único, sino que es la suma de todas las resoluciones y peticiones pertinentes de la Asamblea General. Aunque se centra en los refugiados palestinos, se extiende también a las personas desplazadas por la guerra de los Seis Días y hostilidades posteriores como la Guerra del Líbano de 1982 y, en ocasiones, a un sector más amplio de la comunidad local. Desde hace mucho tiempo, varias categorías de personas han sido registradas como susceptibles de beneficiarse de los servicios de la UNRWA aunque no sean "refugiados palestinos" propiamente dicho.
Así, la organización atiende 58 campos de refugiados palestinos que albergan un total de más de 5,8 millones de personas. Limita su participación a la ayuda y la prestación de servicios, pero no a las acciones de gobierno o policía, que corresponden y son obligación del país anfitrión. De forma general, la situación de los que habitan los campos de refugiados es de pobreza, con una alta densidad de población y con infraestructuras básicas insuficientes.
La repartición de los refugiados palestinos en Oriente Medio en 2017 era, según la UNRWA:
| País           | Campos oficiales | Refugiados registrados |
| -------------- | ---------------- | ---------------------- |
| Jordania       | 10               | 2 286 643              |
| Franja de Gaza | 8                | 1 435 616              |
| Cisjordania    | 19               | 997 173                |
| Siria          | 9                | 618 128                |
| Líbano         | 12               | 532 173                |
| Total          | 58               | 5 869 733              |

## Organización y mandato
La UNRWA es un órgano subsidiario de la Asamblea General de las Naciones Unidas, establecida en virtud del apartado 2 del artículo 7 y del artículo 22 de la Carta de la ONU. Es una de las dos únicas agencias de la ONU que responden directamente ante la Asamblea General, cuyas resoluciones son las que en mayor medida determinan el ámbito y la renovación del mandato de la UNRWA; a diferencia de otras agencias de la ONU, como la Organización Mundial de la Salud (OMS) o el Alto Comisionado de las Naciones Unidas para los Refugiados (Acnur), no tiene constitución ni estatutos. Su mandato puede también configurarse en función de las peticiones de otros órganos de la ONU, como la Secretaría General. Cada año, la Asamblea General aprueba una serie de resoluciones que abordan las responsabilidades, las funciones y el presupuesto de la UNRWA. Como técnicamente es una organización temporal, el mandato de la agencia se renueva cada tres años; su última renovación fue el 14 de diciembre de 2022, prorrogando su mandato hasta junio de 2026.
Un comisionado general nombrado por el secretario general de las Naciones Unidas asume la dirección de la UNRWA. Desde 2020 es Philippe Lazzarini, que es también secretario general adjunto de la ONU. El comisionado general es responsable de las actividades de la UNRWA así como de su personal, al que nombra en virtud de las normas y reglas internas. Rinde cuentas directamente a la Asamblea General.
Las operaciones de la UNRWA están organizadas en cinco territorios -Jordania, Siria, Líbano, Cisjordania y Gaza-, liderado cada uno por un director que se encarga de distribuir la ayuda humanitaria y supervisar las actividades locales de la agencia. La sede de la UNRWA se divide entre dos oficinas, en la Franja de Gaza y Amán en Jordania. En esta última se encuentra la comisionada general adjunta, en 2024 Leni Stenseth de Noruega, que administra las actividades de los departamentos de educación, sanidad y finanzas.

### Comisión Asesora
A la vez que se creó la UNRWA, la Asamblea General de la ONU estableció una Comisión Asesora para asistir al Comisionado General en su gestión. Constituida inicialmente con cuatro miembros, en 2024 la Comisión tiene 29 países miembros y cuatro países observadores. La pertenencia a la Comisión se decide mediante resoluciones de la Asamblea General e incluye los tres países anfitriones (Jordania, Siria y Líbano) y los 26 mayores donantes y colaboradores. Palestina, la Unión Europea y la Liga Árabe tienen el estatus de observadores desde 2005, y la Organización para la Cooperación Islámica desde 2019.
Países miembros de la Comisión Asesora junto con su año de ingreso: Australia (2005), Bélgica (1953), Brasil (2014), Canadá (2005), Dinamarca (2005), Egipto (1949), Finlandia (2008), Francia (1949), Alemania (2005), India (2020), Irlanda (2008), Italia (2005), Japón (1973), Jordania (1949), Kuwait (2010), Líbano (1953), Luxemburgo (2011), Países Bajos (2005), Noruega (2005), Catar (2018), Arabia Saudí (2005), España (2005), Suecia (2005), Suiza (2005), Siria (1949), Turquía (1949), Emiratos Árabes Unidos (2014), Reino Unido (1949), Estados Unidos (1949).
La Comisión Asesora está dirigida por una presidencia y una vicepresidencia nombradas cada año en la reunión de junio según orden alfabético y con un mandato de un año. La presidencia alterna cada año entre países anfitriones y donantes.
Los países miembros y observadores se reúnen dos veces al año, generalmente en junio y noviembre, para debatir los temas de importancia, alcanzar consensos y asesorar al Comisionado General de la Agencia, si bien coinciden con mayor frecuencia en las reuniones del Subcomité de la Comisión. Organizan también visitas periódicas a las zonas donde opera la UNRWA.

## Programas y servicios

### Personal

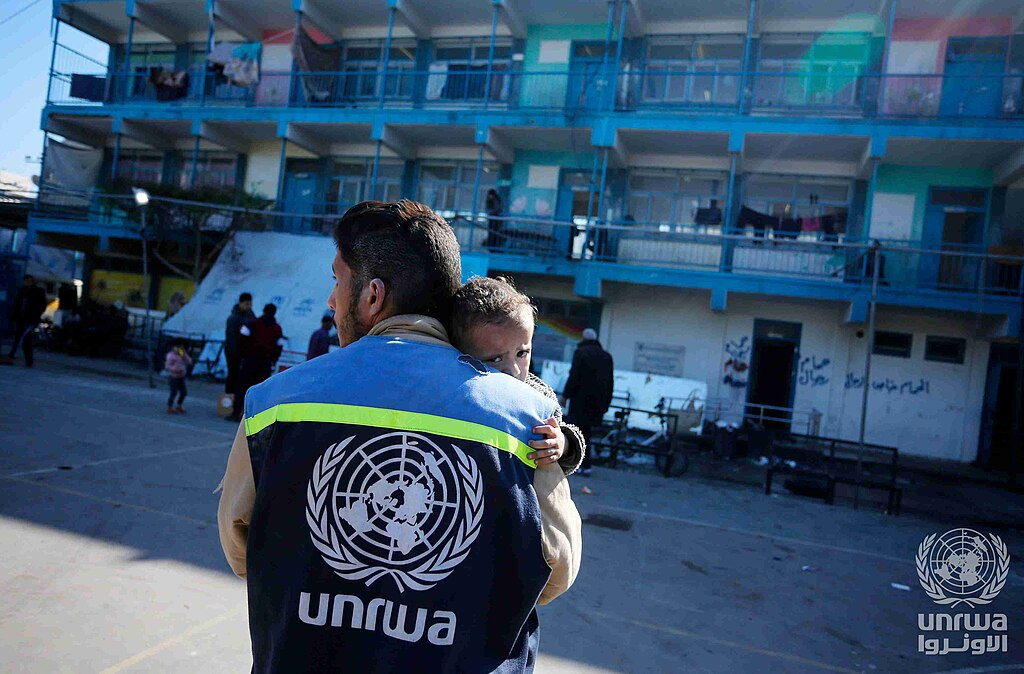
Personal de UNRWA en una escuela convertida en refugio en el campamento de Nuseirat

En total, la UNRWA tenía contratados en 2018 a 31 600 empleados en más de 900 instalaciones, propias o con las que colabora. El 99% de los trabajadores de UNRWA son refugiados palestinos.

Al igual que cualquier organización de las Naciones Unidas, la UNRWA comprueba en detalle las referencias de toda su plantilla. Cada año, comparte con las autoridades de los países donde actúa (Líbano, Jordania, Siria y la Autoridad Nacional Palestina) y con Israel en su calidad de potencia ocupante en Cisjordania, Franja de Gaza y Jerusalén Este, la identidad, números de empleados y funciones de todo su personal.

Financiación de la UNRWA en 2022 por país y en dólares estadounidenses.

| Más de $100,000,000 Más de $50,000,000 Más de $25,000,000 Más de $10,000,000 | Más de $5,000,000 Más de $1,000,000 Menos de $1,000,000 Sin aportación |

### Financiación
La UNRWA se financia con donaciones voluntarias. Su presupuesto para el año 2022 era de 1170 millones de dólares, de los que 89,2% fueron donados por los Estados miembros de las Naciones Unidas, la Unión Europea y algunas gobiernos regionales. 44,3 % procedían de los Estados miembros de la Unión Europea y de la Comisión Europea que, junto con los Estados Unidos, Alemania y Suecia, son sus principales donantes. Recibe también donaciones de las otras agencias de la ONU con las que colabora que, añadidas a las que recibe del presupuesto general de la ONU, ascienden a 44,6 millones de dólares. Son también importantes las colaboraciones de grandes y pequeñas empresas, multinacionales, fundaciones, ONG y pequeñas organizaciones comunitarias, sin olvidar las aportaciones individuales que ascendieron a 15,4 millones de dólares en 2022.
Según datos de 2020, la UNRWA reparte los fondos que recibe de la siguiente manera:
- Educación: 58%
- Salud: 15%
- Servicios de apoyo: 13%
- Emergencias y servicios sociales: 6%
- Infraestructuras y mejoras en los campamentos: 4%

### Educación
El área de trabajo a la que se destinan más fondos, es la de educación, con más de medio millón de alumnos en más de 700 centros, prácticamente todos de educación primaria, aunque cerca de 5000 acuden a centros de formación profesional en 49 centros de formación para mujeres y otros 49 centros de servicios comunitarios. Mantiene 197 becas universitarias anuales y centros de formación para el profesorado en Jordania, Líbano y Cisjordania.

### Sanidad

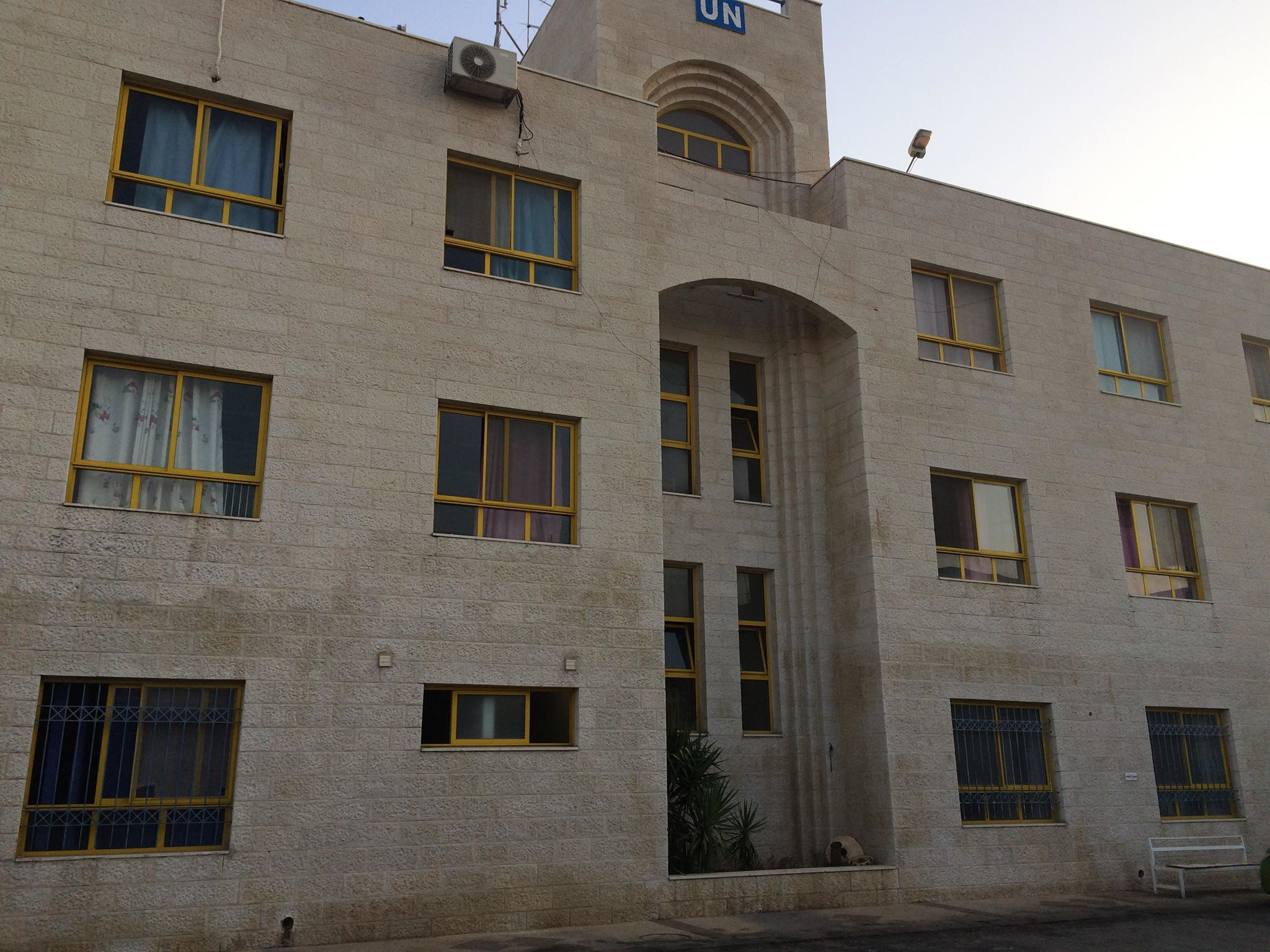
Hospital de la UNRWA en Kalkilia

La UNRWA ofrece cuidados sanitarios primarios a los más de cinco millones de refugiados registrados a través de su red de 141 centros de atención sanitaria con un personal sanitario de más de 3000 personas. Atendieron más de nueve millones de visitas de pacientes en 2002.

Desde 1950, la Agencia gestiona un hospital de 43 camas en Kalkilia, en Cisjordania, que presta servicios médicos gratuitos a los refugiados censados de la ciudad así como a todo el norte de Cisjordania. En 1997 construyó el Hospital Europeo de Gaza con financiación de la Unión Europea, cerca de la ciudad de Jan Yunis. Con capacidad para 232 camas, fue entregado a la Autoridad Palestina en 1999.

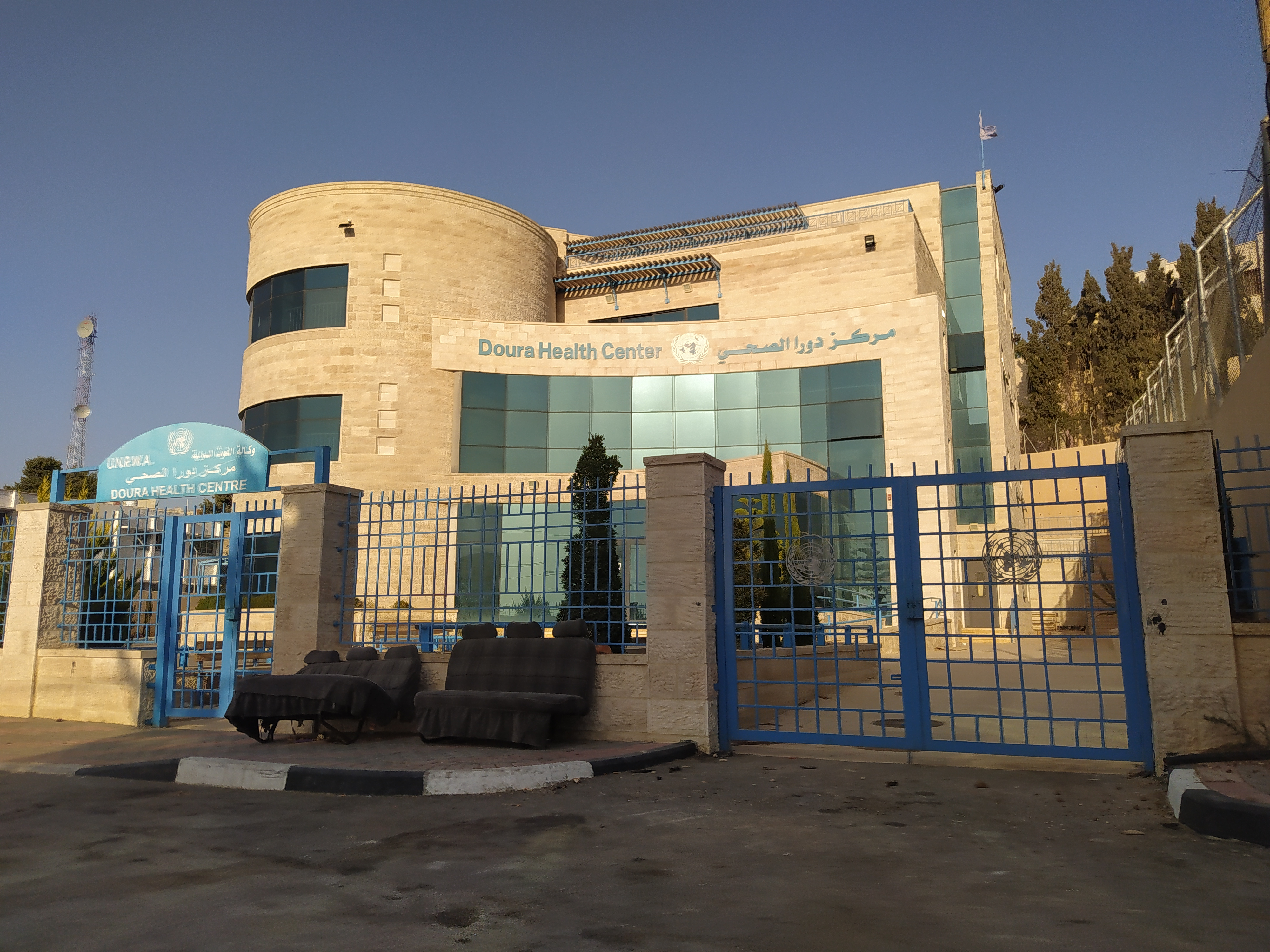
Centro de salud de la UNRWA en Dura (Hebrón), en Cisjordania, inaugurado en 2019 con financiación de Arabia Saudita.

Para la atención secundaria de salud, la UNRWA ofrece ayuda, especialmente para cuidados de emergencia e intensivos, a través de acuerdos contractuales con hospitales privados y no gubernamentales u ofreciendo el reembolso parcial de los costos del tratamiento. En la Franja de Gaza, Se encarga también de servicios sanitarios medioambientales como la depuración de aguas residuales, el desagüe de las aguas de lluvia, la provisión de agua potable segura, servicio de recogida e incineración de basuras, y el control de insectos y roedores.
Las ayudas alimentarias directas alcanzan a unas 225.000 personas[cita requerida] que no pueden subsistir en los campos de refugiados. Por otra parte, en cada uno de los conflictos entre Israel y los países árabes presta ayuda humanitaria de emergencia, acentuada en Gaza y Cisjordania donde se presta de forma continua desde 2000. Para anticiparse a las situaciones de emergencia, UNRWA dispone de un Fondo de Emergencia para garantizar a los niños y niñas refugiados de Palestina el acceso a educación, alimentos, atención sanitaria y apoyo psicosocial, incluso en momentos de conflicto armado o crisis humanitaria.

## Campaña de Israel contra la UNRWA
Según afirma el académico israelí y rabino Elhanan Miller, a diferencia de la UNRWA, ACNUR tiene un mandato específico para ayudar a los refugiados buscando la eliminación de su estatus de refugiados mediante la integración local en su país de acogida, su reasentamiento en un tercer país o su repatriación cuando fuese posible. Los objetivos de UNRWA no siguen esas pautas según critica la organización proisraelí UN Watch, que acusa a la agencia de perpetuar la situación de los refugiados palestinos esgrimiendo el llamado derecho al retorno, una reivindicación reconocida por Naciones Unidas que Israel niega a la población palestina refugiada impidiéndole regresar a sus pueblos de origen.

### Acusaciones israelíes anteriores a 2023

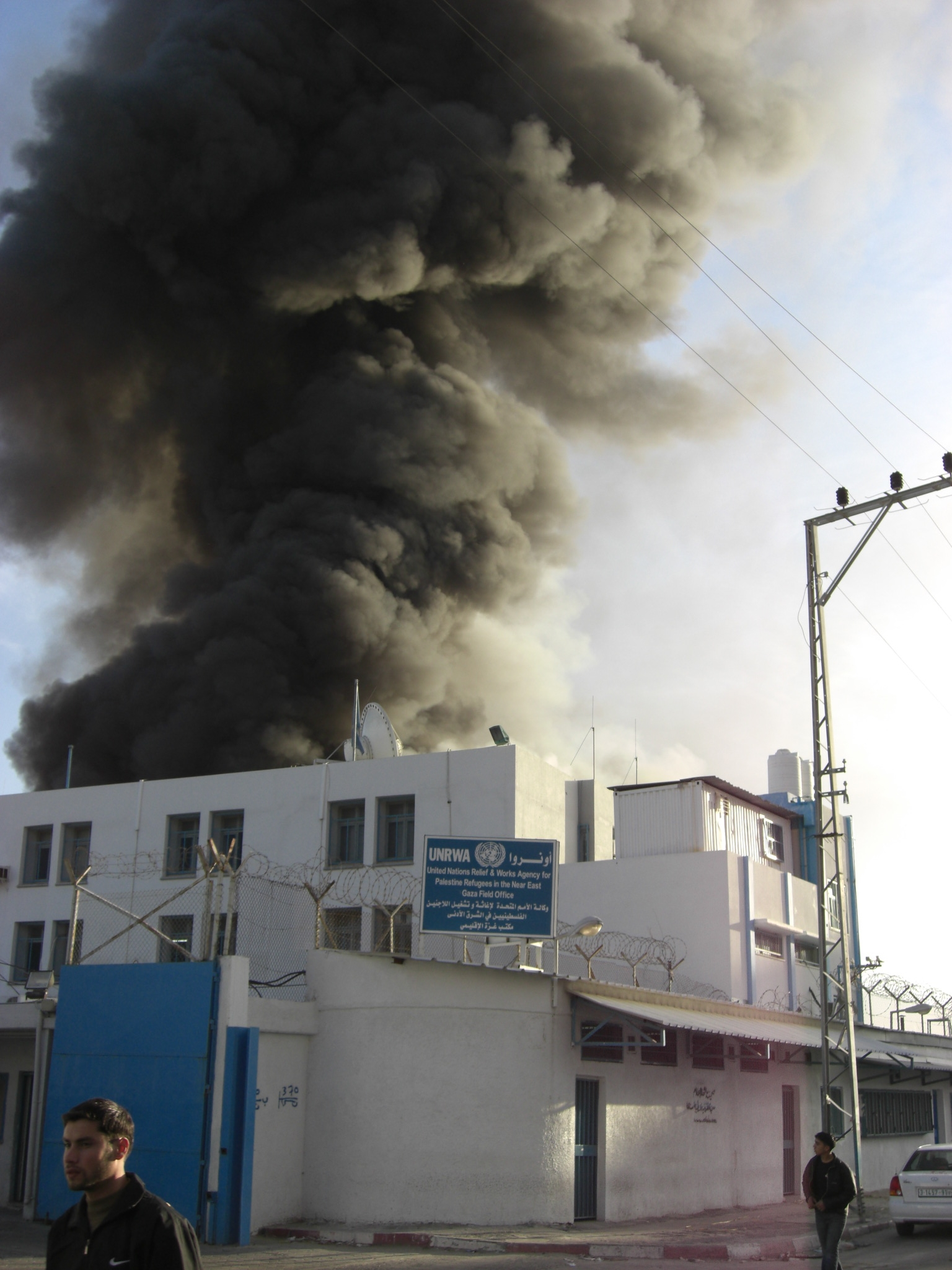
Edificio de la UNWRA bombardeado por Israel en 2009

El 25 de febrero de 2009, el congresista australiano sionista Michael Danby, denunció en un discurso que, desde 2007, los treinta millones de dólares de Australia en financiación a UNRWA destinado a ayuda humanitaria para los palestinos había sido desviado para la compra de armamento y operaciones terroristas. También en 2009, el director de operaciones de la UNRWA en la Franja de Gaza, John Ging, amenazó con despedir a los empleados de la UNRWA que pertenecieran a cualquier organización considerada terrorista o a Hamás. Ese mismo año, según la agencia de la Inteligencia israelí, The Meir Amit Intelligence and Terrorism Information Center (ITIC), Hamás obtuvo 17 de los 27 escaños del sindicato de trabajadores de la UNRWA.
En mayo de 2010, un grupo de veinte hombres enmascarados y armados con rifles de asalto atacaron un campamento de verano para niños de UNRWA por «promover la inmoralidad» al «enseñar a las colegialas aptitud física y baile».
En septiembre de 2012 se celebraron nuevamente elecciones para el sindicato de trabajadores de UNRWA en la Franja de Gaza, en las que votaron miles de empleados de la agencia. La lista del «bloque pro Hamás», encabezada por Suhail al-Hindi, ganó las elecciones por segunda vez consecutiva. Debido a las denuncias, UNRWA suspendió temporalmente a al-Hindi por haber participado en eventos con funcionarios de Hamás. Mustafa Sawaf publicó en el diario Felesteen, de Hamás, una editorial en la que acusaba al jefe de la UNRWA, John Ging, de colaborar con Israel y Estados Unidos, y de corromper la moral del pueblo palestino al enseñar valores occidentales en las escuelas de la UNRWA. Sawaf aseguraba que la amenaza John Ging de despedir a funcionarios de la UNRWA por pertenecer a Hamás y que la decisión de suspender temporalmente a Suhail al-Hindi eran arbitrarias y representaban prácticas agresivas contra el pueblo palestino, por lo cual le exigía a Ging que se retractara de sus decisiones y dejara de interferir en la cuestión palestina.
En 2013, la película Camp Jihad, del periodista y activista israelí David Bedein, alegaba que UNRWA promovía el antisemitismo y la incitación a la violencia en sus campamentos de verano, unas acusaciones repetidas en varios medios de comunicación. Tras llevar a cabo una detallada investigación de la película, se comprobó que el cineasta ya había realizado con anterioridad afirmaciones sin fundamento sobre la UNRWA, todas ellas investigadas y demostradas como falsas. El «campamento de verano» de Cisjordania del film no estaba asociado ni organizado por UNRWA. Las únicas actividades de verano de UNRWA que sí están fielmente representadas son las tomadas en Gaza, si bien la investigación de la película reveló que nada antisemita o provocador se hace o se dice en estas escenas. Christopher Gunness, portavoz de UNRWA, aseguró que las nuevas denuncias de que en sus campamentos de verano educaban a los niños incitándolos a la violencia antisemita eran falsas y que la organización educaba en los Derechos Humanos y la tolerancia.
En la segunda quincena de julio de 2014, durante el conflicto entre la Franja de Gaza e Israel de 2014, en dos ocasiones la UNRWA descubrió armas escondidas en sus escuelas durante visitas de inspección rutinarias, en un mes en que las escuelas estaban cerradas. El portavoz de la agencia, Chris Gunness, condenó los hechos por el peligro en el que ponía los civiles al colocar estas municiones en escuelas y afirmó que era otra violación flagrante de la neutralidad en las instalaciones de la organización, y oficiales de la UNRWA pidieron disculpas a Israel. El secretario general de la ONU convocó entonces una comisión de investigación sobre diez incidentes que habían afectado e involucrado al personal, los locales y las operaciones de las Naciones Unidas entre el 8 de julio y 26 de agosto de 2014.

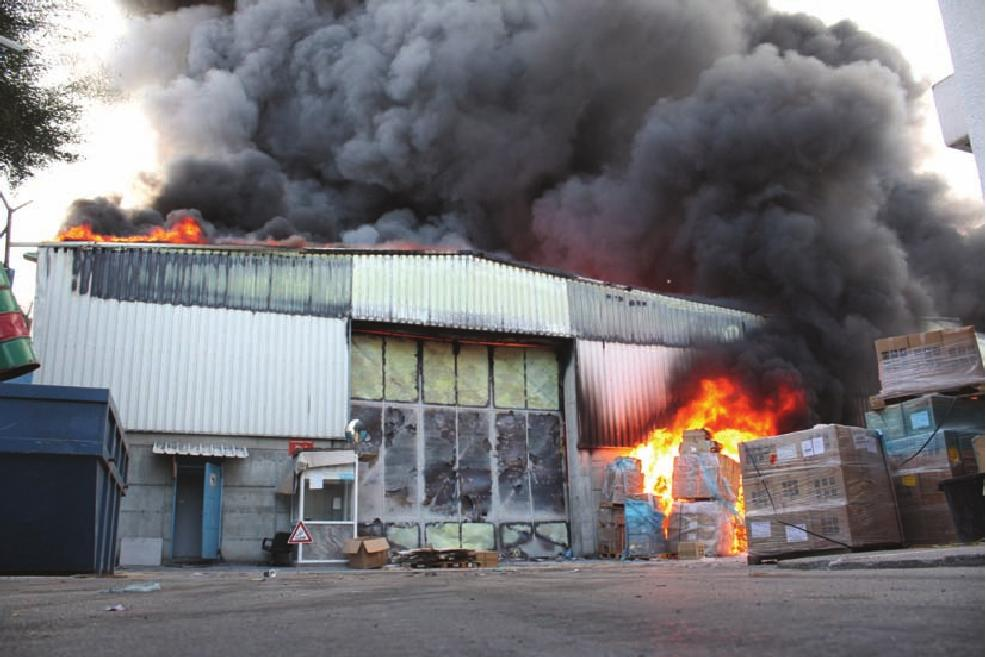
Ataque israelí con fósforo blanco contra el complejo principal de la UNRWA en el centro de la ciudad de Gaza el 15 de enero de 2009, durante la Operación Plomo Fundido. El edificio fue alcanzado por seis proyectiles. Los daños ascendieron a 10 millones de dólares, incluidos 3,7 millones de dólares de suministros médicos quemados.

El 24 de julio, dos días después de la segunda advertencia de la UNRWA sobre el uso de sus instalaciones para el almacenamiento de armas, 16 personas fallecieron y otras 200 fueron heridas en un ataque de la aviación israelí contra una de sus escuelas, en Bait Hanun, en el norte de Gaza. El 30 de julio, otra escuela de la ONU en Yabalia fue bombardeada, resultando al menos 15 personas muertas y otras 90 heridas. En ambos casos, las Naciones Unidas habían dado las coordenadas de las escuelas a las fuerzas armadas israelíes para prevenir bombardeos.
Los resultados de la investigación de las Naciones Unidas sobre los diez acontecimientos ocurridos en locales de la UNRWA se conocieron el 27 de abril de 2015 y concluyeron que no encontraron cohetes sino un tubo de mortero de 120 mm, un bípode de mortero de 120 mm y tres contenedores de mortero de 120 mm. Reconocieron que el descubrimiento de armas en las escuelas indicaban que estos locales podrían haber sido utilizados por un grupo armado palestino desconocido durante un período de tiempo indeterminado. El mismo día, el Secretario general de las Naciones Unidas, Ban Ki-moon, elevó una carta (documento del Consejo de Seguridad S/2015/286) a la Presidenta del Consejo de Seguridad de la ONU, Dina Kawar, en la que lamentaba lo siguiente:
- Sobre los siete acontecimientos en los que muertes, lesiones y daños habían ocurrido en locales de la UNRWA, deploraba que más de 44 palestinos fueron matados y 277 resultaron heridos en acciones del ejército israelí contra estos locales cuando estaban utilizados como refugios de emergencia, lo que les convierte en lugares inviolables. Aseguró que iba a trabajar con todos los implicados y no escatimaría esfuerzos para garantizar que hechos de este tipo no se repitieran.
- Sobre el descubrimiento de armamento de grupos militantes palestino en tres escuelas de la UNRWA, estaba consternado que pusieran en riesgo las escuelas de la UNRWA en Gaza, y expresó su profunda preocupación por la población civil de la Franja de Gaza y de Israel y su derecho a vivir en paz y seguridad, libre de la amenaza de la violencia y el terrorismo.[47]

En octubre de 2015, el portavoz del Secretario General de las Naciones Unidas, Ban Ki-moon, anunció que varios empleados de la UNRWA habían sido objeto de medidas disciplinarias, incluida la suspensión y la pérdida de salario, tras haber encontrado muestras de antisemitismo en su páginas de Facebook, las cuales fueron cerradas.
En 2016, hubo nuevamente elecciones para la junta sindical que representaba a los trabajadores de la UNRWA y resultaron electos para 25 de los 27 escaños candidatos del «bloque pro Hamás».El portavoz, Christopher Gunness, afirmó que la agencia mantenía estrictas normas de neutralidad. Después de meses de denuncias de la organización UN Watch, Gunness hizo un anuncio informando que algunos empleados habían sido suspendidos.
En febrero de 2017, UN Watch publicó un informe en el que se denunciaba cuarenta casos escuelas de la agencia en Gaza, Líbano, Jordania y Siria que según dijeron reivindicaban el terrorismo yihadista.El informe presentaba pruebas de publicaciones de videos en la red social Facebook en los que los docentes de UNRWA publicaban opiniones antisemitas, incluso a través de la publicación de videos que niegan el Holocausto y celebran a Hitler. Como consecuencia, la UNRWA suspendió al director de escuela y presidente del sindicato de trabajadores en Gaza, Suhail al-Hindi, debido a que fuera elegido miembro del Politburó de Hamás.
En 2018, la administración de Donald Trump decidió que Estados Unidos recortase en parte los fondos que le daba a UNRWA a la que calificó como «irremediablemente defectuosa».Entre las condiciones para recibir fondos de los Estados Unidos estaba la prohibición de colaborar con Hamás o poner a disposición ayuda con el fin de reconocer a personas que hubieran cometido actos de terrorismo.
En agosto de 2019, el canal Al Jazeera informó de que un informe interno sobre la ética de la Agencia había acusado a su cúpula directiva de abusos de poder, nepotismo, acoso y represalias. La Oficina de Asuntos internos de la ONU ordenó una investigación interna, pero Suiza, Dinamarca y Bélgica suspendieron sus aportaciones hasta conocer los resultados de la investigación. El comisionado General de la UNRWA,  Pierre Krahenbuhl, rechazó las acusaciones citando informes de organismos exteriores a la UNRWA que alababan su buena gobernanza.

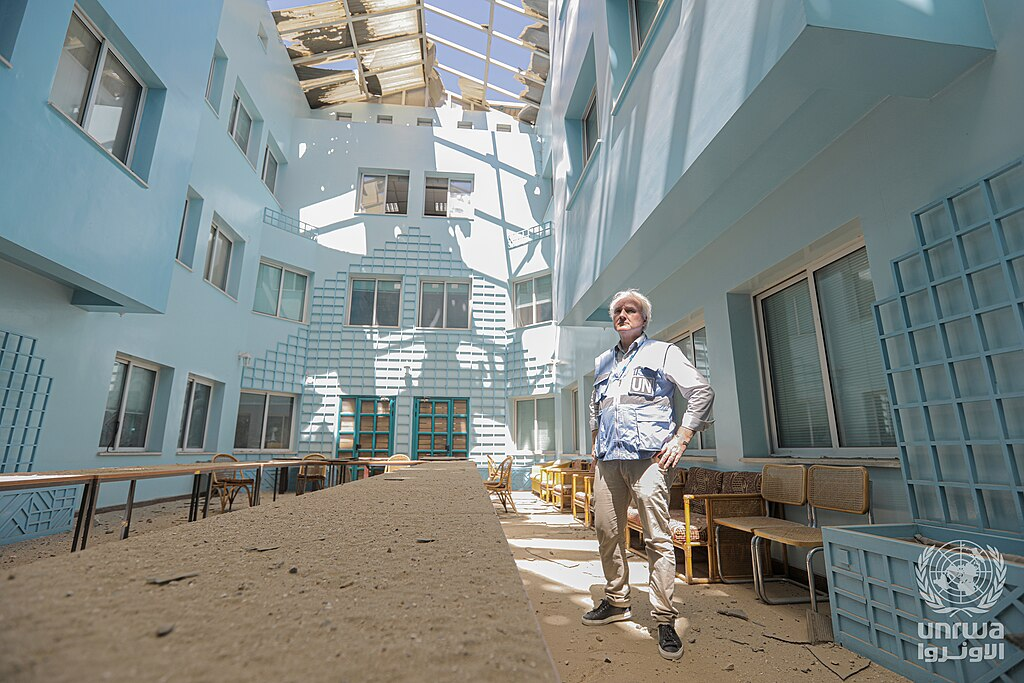
El Director de la UNRWA en Gaza, Matthias Shamale, inspecciona los daños causados a la sede de la organización en Gaza después de un ataque aéreo israelí.

En 2021 la organización proisraelí UN Watch denunció a más de cien empleados de la agencia por publicar contenidos de odio contra Israel y los judíos fomentando el terrorismo. La UNRWA se comprometió a retirar el material que incitara al odio y a la violencia y a tratar con dureza a quienes intentaran enseñar ese contenido. Anunciaron que sus empleados produjeron y distribuyeron material no apto en sus libros escolares, por ejemplo incluyen palabras como «combatientes de la Yihad» o «morir como un mártir en la guerra santa», por error.En abril de 2021, mes en el que la administración de Joe Biden decidió reanudar las aportaciones de los Estados Unidos a la UNRWA, algunos periodistas recordaban las acusaciones contra la Agencia de que el dinero destinado para ayuda humanitaria al pueblo palestino terminaba financiando al terrorismo.
En 2022, un análisis de la organización israelí Instituto para el Seguimiento de la Paz y la Tolerancia Cultural en la Educación Escolar (IMPACT-SE) sobre el material didáctico de la agencia de la ONU denunció que seguía incluyendo antisemitismo e incitación a la violencia. El jefe de la agencia, Philippe Lazzarini, aseguró que ese material había sido publicado por accidente. En una carta del 2 de noviembre de 2023 dirigida al líder de la mayoría del Senado, Chuck Schumer, la UNRWA insistió en que cuenta con controles para garantizar que su personal no estuviera afiliado a grupos terroristas y que sus materiales educativos cumplan con los estándares de la UNESCO.
En junio de 2023, Lazzarini, ordenó al director de agencia en el Líbano suspender al profesor Riyad Mustafa Nimr por incitar al terrorismo en las redes sociales y Hamás y la Jihad Islámica salieron en su defensa acusando a UNRWA de presionar al pueblo palestino. Nimr, profesor de la escuela al-Manara en el campo de Nahr el-Bared en el norte del Líbano, había aplaudido el ataque contra una sinagoga de Jerusalén, en el que murieron al menos siete civiles israelíes, y había publicado en Facebook un vídeo del funeral de un terrorista acusado de ataques a soldados y civiles israelíes en Cisjordania.

### Acusaciones de Israel posteriores al 7 de octubre de 2023
En 2023, después del ataque del 7 de octubre en el que Hamás lanzó un ataque sorpresa contra el sur de Israel matando al menos a 1139 personas y tomando cautivas a otras 240, el portavoz del Ejército de Israel, Daniel Hagari, acusó a Hamás de robar la ayuda humanitaria que la ONU proporcionaba a los gazatíes a través de UNRWA.También el portavoz del gobierno israelí, Eylon Levy, acusó a la UNRWA de permitir que los milicianos de Hamás usaran sus instalaciones.Según el portavoz de las FDI, soldados israelíes encontraron misiles y equipo militar escondidos entre los suministros de ayuda de la ONU encontrados escondidos entre cajas pertenecientes a la UNRWA.Antes de la publicación de las acusaciones, funcionarios israelíes habían discutido formas de cerrar la financiación de la UNRWA. El 4 de enero de 2024, Israel Hayom informó que los miembros del Knesset estaban buscando detener la financiación global para la UNRWA, con la MK Sharren Haskel declarando que buscaban "detener fondos que se transfieren desde varios países a esta organización, y quitar la máscara de la UNRWA".diferentes medios de comunicación denunciaron una campaña orquestada por las FDI para asesinar a los directivos de UNRWALa UNRWA denunció que Israel ha detenido a varios de sus empleados y les ha forzado a dar testimonios falsos sobre los supuestos vínculos de la agencia con Hamás, mediante torturas y malos tratos.Para febrero de 2025 180 funcionarios de la UNRWA fueron asesinados, 160 instalaciones fueron dañadas o destruidas y "al menos 400 personas murieron buscando la protección de la bandera de la ONU", edificios desocupados de la UNRWA han sido usados con fines militares por parte del ejército de Israel y funcionarios de la UNRWA han sido arrestados e incluso torturados. 
En noviembre de 2023, la organización israelí IMPACT-SE denunció que trece empleados de UNRWA, incluyendo varios docentes, habían celebrado en sus redes sociales el ataque del 7 de octubre, incluso alentando a asesinar a los rehenes.Un trabajador social de Nuseirat, en Gaza, fue acusado por Israel de ayudar a trasladar el cuerpo de un soldado israelí muerto a Gaza, así como de distribuir municiones y coordinar vehículos el día del ataque del 7 de octubre de 2023.Igualmente Israel también acusó a otro empleado de UNRWA de participar en la masacre de Be'eri, en donde 97 civiles, mujeres y niños fueron asesinados el 7 de octubre en un ataque liderado por Hamás.Así mismo denunció que un canal de Telegram para personal de UNRWA en el que se celebraban ataques terroristas y se incitaba a la yihad.

#### Acusaciones de Israel

Países que pausaron la financiación en enero-febrero de 2024 debido a las acusaciones de Israel.
Principales donantes que suspendieron la financiación
Donantes menores que suspendieron la financiación
Principales donantes que no suspendieron la financiación

El 26 de enero de 2024, día en que la Corte Internacional de Justicia de la ONU ordenó a Israel evitar un genocidio al no permitir la llegada a Gaza de ayuda humanitaria adecuada, un informe de la inteligencia de Israel denunció que empleados de la agencia habían participado del ataque del 7 de octubre.El informe de la inteligencia israelí alegaba que unos 190 empleados, incluidos profesores, se habían convertido en combatientes de Hamás o de la Jihad Islámica.Según Israel un consejero escolar de la UNRWA de Jan Younis, en el sur de Gaza, fue acusado de trabajar con su hijo para secuestrar a una mujer de Israel. Una rehén israelí liberada aseguró haber estado cautiva en la casa de un empleado de la UNRWA. De los doce trabajadores denunciados por Israel, nueve eran profesores y uno trabajador social. Siete de ellos fueron acusados de cruzar a Israel el 7 de octubre para participar del ataque.Uno fue acusado de armarse con un misil antitanque la noche anterior al ataque, mientras que el documento afirmaba que otro tomó fotografías de una rehén. Diez de ellos tenían vínculos con Hamás y uno con el grupo militante Jihad Islámica. De los doce acusados, el informe precisaba que dos habrían muerto, y la ONU informó de que uno estaba pendiente de ser identificado.
El 26 de enero de 2024, la UNRWA dijo que Israel había proporcionado a la agencia información que afirmaba que doce de sus 13.000 empleados habían participado en el ataque liderado por Hamás contra Israel del 7 de octubre de 2023. La agencia anunció que había despedido inmediatamente a los empleados en cuestión y los remitió a una investigación criminal. Tras haber despedido a nueve empleados, Philippe Lazzarini aseguró que cualquier empleado de la agencia que estuviera involucrado en actos de terrorismo sería considerado responsable y tendría un proceso penal. El Director Tom White dijo que esos trabajadores habían traicionado a la UMRWA ya que la organización es completamente neutral.
Un oficial israelí declaró que las acusaciones de que doce empleados de la UNRWA habían estado involucrados en los ataques del 7 de octubre se basaban en acusaciones que surgían de «interrogatorios a militantes que fueron detenidos durante el ataque del 7 de octubre». Para algunas fuentes, el historial de casos documentados de torturas y confesiones obtenidas a la fuerza en los centros de detención israelíes resta credibilidad a esas confesiones y testimonios que resultarían legalmente inadmisibles según las normas de un juicio justo.
El 13 de noviembre de 2024, el comisionado general de la UNRWA, Philippe Lazzarini, reiteró que Israel no les había entregado ninguna prueba que sustente sus acusaciones contra la agencia, a pesar de las insistentes peticiones, por lo que afirmaba que no puede abordar «acusaciones para las que no tiene pruebas y que se utilizan para socavar a la agencia».

#### Reacciones de los países donantes
El mismo día del informe, el Secretario de Estado de los Estados Unidos, Antony Blinken, anunció que Estados Unidos suspendería temporalmente la financiación a la UNRWA para que las acusaciones de que los empleados participaron en la masacre del 7 de octubre pudieran investigarse a fondo. El secretario general de la ONU, António Guterres, se comprometió a realizar una «revisión independiente urgente y exhaustiva de la UNRWA». La Unión Europea declaró más tarde que estaba extremadamente preocupada por las acusaciones y que podría tomar medidas adicionales «basadas en el resultado de una investigación completa y exhaustiva».
Otros donantes importantes (incluidos: Estados Unidos, Alemania, Canadá, Italia, Reino Unido, Países Bajos, Suiza, Australia y Francia) también suspendieron la financiación. —Los principales donantes de la agencia eran Estados Unidos, Alemania, la Unión Europea, Suecia, Noruega, Japón, Francia, Arabia Saudita, Suiza y Turquía—. Por el contrario otros países como Irlanda y Noruega informaron que continuarían financiando la agencia, e Irlanda dijo que el trabajo de la UNRWA para «proporcionar asistencia vital» había tenido «un costo personal increíble», señalando que el número de trabajadores de la UNRWA que habían muerto en la guerra superaba los 100. La oficina diplomática de Noruega dijo que, si bien las acusaciones israelíes eran «profundamente inquietantes y, de ser ciertas, completamente inaceptables», «tenemos que distinguir entre lo que los individuos pueden haber hecho y lo que representa la UNRWA»  Por su parte la UNWRA ha agradecido a España su decisión de realizar una nueva aportación voluntaria de 3,5 millones de euros, ya que llega en «un momento muy crítico para la organización». Algunos países, como Suecia, aseguraron que el dinero sería desviado para otras organizaciones en la zona como el Programa Mundial de Alimentos y el Comité Internacional de la Cruz Roja, si bien Suecia decidió al mes siguiente reanudar su contribución a la UNRWA a la vista de las garantías aportadas por la agencia. Por su parte Micheál Martin, Tánaiste, ministro de relaciones Exteriores y ministro de Defensa de Irlanda, anunció que su gobierno proporcionaría una ayuda extra de veinte millones de euros para la UNRWA e instó a los países que han suspendido la financiación a reanudar y ampliar el apoyo a la agencia. A principios del mes de marzo, Canadá anunció que restablecía la financiación de la UNRWA después de que la agencia accediera a permitir que expertos designados por la UE auditaran la forma en que selecciona al personal para identificar a extremistas. El gobierno canadiense no dejó de efectuar ningún pago como consecuencia de la pausa.
Los estados donantes que suspendieron la financiación lo hicieron en un momento en que el pueblo de Gaza enfrenta un desastre humanitario y una hambruna debido a los combates y al bloqueo de Israel a la Franja de Gaza. El ministro de Asuntos Exteriores de Jordania, Ayman Safadi, afirmó que el pueblo de Gaza «no debería ser castigado colectivamente por las acusaciones contra doce personas de sus 13.000 empleados. La UNRWA actuó responsablemente e inició una investigación. Instamos a los países que suspendieron los fondos a que revoquen la decisión». Agnès Callamard, El secretario general de Amnistía Internacional, afirmó que los países más ricos del mundo habían tomado una «decisión desalmada[...] de castigar a la población más vulnerable del planeta por los presuntos crímenes de doce personas».
La Organización para la Liberación de Palestina pidió que se revirtieran «inmediatamente» los recortes de financiación, afirmando que la decisión «implica grandes riesgos políticos y de ayuda humanitaria».
La Comisión de la Unión Europea con sede en Bruselas pidió a la UNRWA que se someta a una auditoría independiente y que utilizará los resultados de esta auditoría para decidir si suspende su financiación. El 5 de febrero de 2024, el secretario general de las Naciones Unidas, António Guterres, anunció la creación de un panel independiente de expertos encabezado por la exministra francesa de Asuntos Exteriores, Catherine Colonna, que trabajará con tres organizaciones de investigación europeas para «evaluar si la agencia está haciendo todo lo que está a su alcance para garantizar la neutralidad y responder a las acusaciones de infracciones graves cuando se realicen».
Josep Borrell, Alto representante de la Unión para Asuntos Exteriores y Política de Seguridad, afirmó que el dinero de la Unión Europea fluiría según lo previsto, dado que la UNRWA había puesto en marcha la investigación que el bloque había solicitado. Según dijo «la Comisión nunca ha pedido que la investigación termine, sino que se ponga en marcha. Somos lo suficientemente inteligentes como para entender que esto no se puede terminar en 20 días». Además añadió que la decisión de algunos países de congelar la ayuda a la UNRWA equivalían a un «castigo colectivo» más que a una «responsabilidad individual». El 1 de marzo, después que aparecieran focos de hambruna en el norte de la Franja de Gaza y que el ejército israelí matara a más de 112 personas que iban a recoger víveres de ayuda en la llamada masacre de la harina, la Comisión Europea anunció que seguiría financiando a la UNRWA mientras continuaban las investigaciones.
A mediados de febrero de 2024, un informe del Consejo Nacional de Inteligencia de los Estados Unidos afirmó que algunas de las acusaciones de Israel pueden ser creíbles, pero que no han podido ser verificadas de forma independiente. Así mismo, puso en duda las afirmaciones de vínculos más amplios de la agencia con grupos militantes. The Wall Street Journal, que tuvo acceso al documento, dijo que el informe mencionaba que la UNRWA se coordinaba con Hamás para entregar ayuda y operar en la Franja de Gaza, pero ni había pruebas de que estuviera asociada con el grupo ni Israel había aportado evidencias que respaldaran sus acusaciones.
Un informe de UNRWA afirmó que algunos de sus empleados habían sido presionados para confesar una falsa relación con Hamás mientras estuvieron detenidos por el ejército israelí. Estas presiones incluyeron distintos tipos de torturas como severas palizas, la técnica conocida como submarino y amenazas contra la seguridad de sus familiares. A comienzos de marzo, la Unión Europea y diversos países como Canadá o Suecia fueron anunciando que volverían a financiar a UNRWA. El 15 de marzo de 2024, el Gobierno de Australia anunció que reanudaría la financiación de la UNRWA, suspendida desde finales de enero. Según explicó la ministra de Exteriores, Penny Wong, su gobierno está ultimando un acuerdo actualizado con la UNRWA para reanudar los seis millones de dólares en financiación adicional que había sido suspendida.
El 22 de marzo de 2024, el ministro de Comercio Exterior y Desarrollo de Finlandia, Ville Tavio, anunció que su país reanudará la financiación de la agencia, ya que considera que «La mejora de la gestión de riesgos de la UNRWA, es decir, la prevención e inicio de un seguimiento estrecho de las malas conductas, nos proporciona garantías suficientes en este momento para continuar nuestro apoyo». Otros países del Golfo, entre ellos Arabia Saudita, anunciaron que aumentarían su aportación a la agencia.El 23 de marzo, Estados Unidos extendió su suspensión de la financiación de la UNRWA hasta marzo de 2025. El 29 de marzo fue Japón quien anunció que restablecería los fondos que aportaba a UNRWA antes de la polémica, mientras que Francia anunció que donaría 30 millones de euros adicionales a la organización.
El 20 de junio, el nuevo Gobierno laborista de Reino Unido del primer ministro Keir Starmer decidió reiniciar la financiación a la agencia, retirada a finales de enero. El Gobierno británico condicionó el envío de la ayuda —que por el momento asciende a alrededor de 24,9 millones de euros— a que el organismo tome las medidas necesarias para «garantizar que cumple los más altos estándares de neutralidad».
Michael Fakhri, Relator especial sobre el Derecho a la Alimentación de las Naciones Unidas, dijo en X que un día después de que la Corte Internacional de Justicia, el principal órgano judicial de las Naciones Unidas, «concluyeron que Israel está cometiendo genocidio en Gaza, y algunos estados decidieron retirarle fondos a la UNRWA por las supuestas acciones de un pequeño número de empleados. Esto castiga colectivamente a más de 2,2 millones de palestinos».

### Informe de Catherine Colonna sobre la actuación del personal de la UNRWA
El 22 de abril la exministra francesa de Asuntos Exteriores, Catherine Colonna, presentó las conclusiones de la investigación independiente que encargó el secretario general de la ONU, António Guterres, sobre la actuación del personal de la agencia en el ataque de Hamás del 7 de octubre y apoyado por tres institutos de investigación nórdicos. Durante nueve semanas, se reunieron con más de 200 personas en los territorios palestinos, Israel y otros países anfitriones Jordania, Líbano y Siria. También mantuvo reuniones con miembros del personal de la agencia en Gaza. En dicho informe, Colonna concluye que Israel no ha proporcionado pruebas que demuestren la participación del personal de la UNRWA en el ataque: «Israel aún tiene que proporcionar pruebas que respalden esto» además afirmó que «La UNRWA juega un papel indispensable en la región y esto debe ser dicho alto y claro».
El informe, encontró que la agencia había proporcionado periódicamente a Israel listas de sus empleados para su investigación, y que «el gobierno israelí no ha informado a UNRWA de ninguna preocupación relacionada con ningún miembro del personal basado en estas listas de personal desde 2011». Según el documento, es responsabilidad de los Estados en los que la agencia desarrolla su labor, alertar a la UNRWA de cualquier información que pueda descalificar a un trabajador de desempeñar sus funciones.
La investigación concluyó que la agencia «ha establecido y actualizado un número significativo de políticas, mecanismos y procedimientos» para asegurar la neutralidad en los últimos años, pero que necesita más cambios.
Después de conocerse las conclusiones de la investigación encargada por la ONU, la Comisión Europea reclamó a los países donantes que retomen el apoyo financiero a la organización ya que «es un salvavidas para los refugiados palestinos». Además el comisario de Gestión de Crisis, Janez Lenarcic, destacó «el importante número de sistemas de cumplimiento implementados por la UNRWA» Por su parte el ministro de Exteriores de Jordania, Aymán Safadi, afirmó que «La investigación independiente sobre la UNRWA desacredita totalmente las acusaciones falsas de Israel. Confirma la neutralidad y profesionalidad de la agencia, y afirma que es indispensable e insustituible».

## Ataques de Israel contra la UNRWA
Desde al menos enero de 2024, el gobierno de Israel lanzó una campaña de publicidad anónima en el buscador de Google contra UNRWA USA. Los anuncios trataban de denigrar la reputación de la organización para desanimar a los potenciales donantes.
Desde febrero de 2024, aparte de las alegaciones sin pruebas de Israel contra la neutralidad de la UNRWA y los presuntos vínculos de algunos de sus trabajadores con Hamás, se dieron a conocer una serie de medidas impuestas por Israel que impiden el desarrollo de su labor:
- sus aduanas mantienen bloqueados en puerto de Asdod más de un millar de contenedores de la UNRWA con ayuda humanitaria desde hacía tres semanas.[141] Según la directora de UNRWA España, Israel habría prohibido a sus proveedores, desde transportistas a compañías de almacenamiento, que trabajen con la agencia de la ONU, que coordina toda la ayuda que entra en la Franja.
- Paralelamente, el ministro de Finanzas israelí, el ultraderechista Bezalel Smotrich, inició los trámites para revocar las exenciones fiscales de la ONU y sus funcionarios.
- El banco Leumi de Israel ha bloqueado la cuenta de la UNRWA ante sospechas de que estaría transfiriendo fondos a grupos terroristas.[142]
- Se multiplican las restricciones de movimiento para los trabajadores de la Agencia en Cisjordania y Jerusalén Este. Desde el 7 de octubre se ha impedido que centenares de ellos puedan acceder a los colegios, clínicas y oficinas que la agencia mantiene en Jerusalén.
- Netanyahu afirmó que la UNRWA no será parte de Gaza después de la guerra. Por otro lado, las autoridades israelíes ya han solicitado a la agencia que se marche de la escuela de formación profesional que tiene en Kalandia (Jerusalén Este), e inició los trámites para apoderarse de su sede en la disputada capital, expulsándola de las llamadas «tierras de Estado». El 12 de febrero de 2024, el ministro de Vivienda de Israel, el ultraortodoxo Yitzhak Goldknopf, ordenó al director general de la Autoridad de Tierras de Israel (ILA), Yaakov Quint, la expropiación de los terrenos que ocupan las oficinas de la UNRWA en Jerusalén Este. Según el ministro israelí la agencia de la ONU «ha actuado al servicio» del Movimiento de Resistencia Islámica (Hamás) «e incluso participó en la brutal masacre del 7 de octubre». «Mi intención es poner un fin a esto y echarles de Israel».[143]Un proyecto de ley propone además vetar toda su actividad en territorio bajo dominio israelí.[144]
- En mayo de 2024, en un momento en que la Corte Internacional de Justicia y la comunidad internacional en general están responsabilizando a Israel por no garantizar suficientemente la entrada y distribución de ayuda humanitaria en Gaza, el Knesset tiene previsto celebrar una votación preliminar para designar a la UNRWA como una organización terrorista, por lo que luego rompería todos los lazos con el organismo.[145] El 29 de mayo, el parlamento israelí dio su apoyo a la propuesta de ley para declarar a la UNRWA como un «grupo terrorista», presentada por la diputada Yulia Malinovsky, del partido opositor Israel Beitenu, y respaldada por la coalición gubernamental, encabezada por Netanyahu.[146]

Según documentos internos de las Naciones Unidas a los que ha tenido acceso The Guardian, el gobierno y las fuerzas armadas israelíes han sometido al personal de la ONU en Cisjordania a lo que llaman «una campaña sistemática de acoso» desde el inicio de la guerra en Gaza. Documentan registros abusivos, maltrato e insultos contra trabajadores de la ONU en los puestos de control, el uso de instalaciones de Naciones Unidas como posiciones de tiro contra los campos de refugiados como en el centro de salud de Al Faara, en el norte de Cisjordania, una retórica agresiva dirigida contra la UNRWA que solivianta a la ciudadanía israelí a protestar cada semana frente a las oficinas de la agencia en Jerusalén Este, y el ataque de un conductor desconocido que disparó contra el conductor de un camión de la UNRWA en Jerusalén.

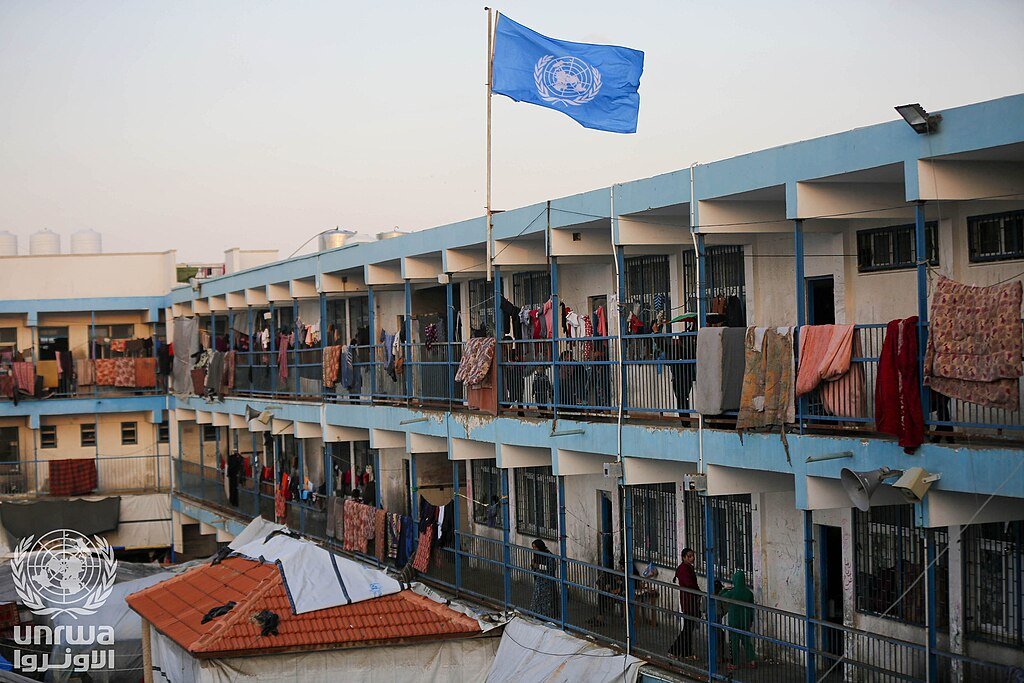
Una escuela de UNRWA convertida en refugio en Deir al-Balah, Franja de Gaza.

Entre el 7 de octubre y el mes de marzo de 2024, la UNRWA ha documentado 135 incidentes que afectaron a sus centros sanitarios, oficinas o escuelas. Tras meses de protestas de ciudadanos israelíes frente a la sede de la UNRWA en Jerusalén, el 9 de mayo de 2024 una multitud con personas armadas le prendieron fuego en dos ocasiones gritando «Quemen las Naciones Unidas», mientras los trabajadores se encontraban en el interior. No hubo víctimas pero el incendio causó importantes daños en las áreas exteriores del complejo.
Por otro lado, los desplazamientos del personal de la UNRWA son bloqueados a menudo y hasta se les deniega el acceso a sus lugares de trabajo, como es el caso del campamento de Al-Arrub, al sur de Belén. Los centros de salud de la UNRWA en Cisjordania se quedaron sin suministros básicos después de que la aduana israelí retuviera durante más de dos meses un cargamento de medicinas en Jordania.
También se criticó a los miembros armados de milicias palestinas que, para desviar a las fuerzas de seguridad israelíes cuando hacen sus incursiones a los campamentos, improvisan un sistema de barricadas y artefactos explosivos, en algunos casos al lado o cerca de instalaciones de la UNRWA.
Israel por su parte desmintió las acusaciones y dijo que mantenía buenas relaciones con la UNRWA.
El 24 de marzo, Israel comunicó a la ONU que no aprobará más convoyes humanitarios dirigidos al norte de la franja de Gaza, donde la hambruna ya es una realidad.
El 18 de abril, Philippe Lazzarini, explicó ante el Consejo de Seguridad de la ONU la «enorme presión» a la que se encuentra sometida la organización debido a los intentos israelíes de «expulsarla» de los Territorios Palestinos Ocupados y por los ataques contra sus trabajadores y «malos tratos y torturas» sufridos por estos durante su detención a manos de las fuerzas israelíes.
A finales de mayo el Parlamento israelí aprobó el llevar a la Agencia de Naciones Unidas una propuesta para declararla  «grupo terrorista» y le instaba a abandonar Jerusalén en un plazo de treinta días. El 6 de octubre la comisión de Asuntos Exteriores y Defensa de la Knéset, dio su aprobación a la puesta en marcha de un proyecto de ley con el objetivo suspender las actividades de la UNRWA en el país. El secretario general de la ONU, António Guterres, envió una carta al primer ministro de Israel, Benjamin Netanyahu, donde aseguraba que el proyecto «podría impedir que la UNRWA prosiguiera con sus actividades en los territorios palestinos ocupados» negando así «la ayuda y protección esenciales a los palestinos de Gaza y Cisjordania».
El 9 de agosto de 2024 la UNRWA situó en 205 el número de trabajadores de la agencia muertos a causa de la ofensiva de Israel contra la Franja de Gaza, además denunció que 190 de sus instalaciones resultaron dañadas a causa de municiones o la acción de «actores armados», cifrando en 464 el número total de incidentes ejecutados contra sus centros desde el comienzo de la ofensiva hasta finales de julio.
En octubre de 2024, el parlamento de Israel aprobó un proyecto de ley que designa a la UNRWA como grupo terrorista y le prohíbe operar dentro del país.
En enero de 2025, la ONU denunció que las autoridades israelíes habían dado de plazo hasta el 30 de enero para que la UNRWA abandonara sus oficinas en Jerusalén Este. La ONU denunció está decisión y recordó que «Las instalaciones de Naciones Unidas son inviolables y disfrutan de privilegios e inmunidades bajo la Carta de Naciones Unidas» y que, por lo tanto, sus oficinas y propiedades no pueden ser allanadas, confiscadas, requisadas ni expropiadas.
El 28 de mayo de 2025, La UNRWA denunció que uno de sus trabajadores, llamado Kamal, fue víctima en marzo de una «ejecución sumaria» perpetrada por militares israelíes en la Franja de Gaza. Su cuerpo fue localizado el 30 de marzo, en una fosa común junto con los restos de trabajadores de la Media Luna Roja Palestina. Los exámenes realizados al cadáver evidenciaron que «murió por uno o múltiples disparos en la parte trasera del cráneo». Su muerte eleva a 310 los trabajadores de dicha organización muertos desde que comenzó la guerra de Gaza.